# Nguyễn Huy Hổ
Nguyễn Huy Hổ (chữ Hán: 阮輝琥, 1783 - 1841), tự Cách Như (革如), hiệu Liên Pha (聯坡), Hi Thiệu (熙紹), là một thi sĩ sống ở thời Nguyễn sơ.

## Tiểu sử
Nguyễn Huy Hổ vốn có tên cúng cơm là Nhậm (壬), sinh ngày 17 tháng 9 năm Quý Mão (1783) ở thôn Trường Lưu, xã Lai Thạch, tổng Lai Thạch, huyện La Sơn, phủ Đức Quang, trấn Nghệ An (nay là xã Trường Lộc, huyện Can Lộc, tỉnh Hà Tĩnh) của xứ Đàng Ngoài. Ông là thứ nam của một dòng tộc có truyền thống khoa hoạn lừng danh. Thân phụ ông danh sĩ Nguyễn Huy Tự và thân mẫu là bà Nguyễn Thị Đài (con gái của quan Tham tụng Nguyễn Khản, theo vai vế phải gọi danh sĩ Nguyễn Du bằng chú). Nguyễn Huy Hổ sau còn cưới bà Lê Thị Hậu vốn là cháu gái của vua Lê Hiển Tông.
Sống ở cái thời khắc nhiều biến chuyển và tao loạn, dẫu học rất giỏi nhưng ông không thể nối nghiệp lều chõng của dòng tộc và cũng khó ra làm quan được.
Năm 1790 cha đẻ là Nguyễn Huy Tự qua đời tại Phú Xuân.
Vào năm 1823, vua Minh Mạng biết tiếng Nguyễn Huy Hổ giỏi nghề thuốc và thông tường thiên văn địa lý, mới triệu ông vào kinh đô Huế làm chức ngự y, lại kiêm Linh đài lang ở Khâm Thiên giám.
Đại Nam thực lục có chép lại một sự kiện nhỏ vào năm 1826, vua có chỉ dụ ban khen Nguyễn Huy Hổ vì tìm được đất tốt.
Ngày 20 tháng 9 năm Tân Sửu (1841), Nguyễn Huy Hổ mất. Ông để lại cho đời ít nhất một tác phẩm là sử thi Mai đình mộng ký.